# Pascal Comelade
Pascal Comelade est un pianiste et compositeur français, né le 30 juin 1955 à Montpellier (Hérault) de parents catalans.

## Biographie
Après avoir vécu quelques années à Barcelone, Pascal Comelade publie son premier album Fluence marqué par la musique électronique et par le groupe Heldon, conduit par son ami Richard Pinhas (qu'il retrouvera par la suite sur l'album Oblique Sessions II). Comelade participe par ailleurs à un groupe pop de courte durée, les Fall of Saïgon.
Par la suite, sa musique devient beaucoup plus acoustique et se caractérise par l'utilisation d'instruments-jouets autant en solo qu'avec son groupe à géométrie variable, le Bel Canto Orquestra, fondé en 1983. Si la rupture au niveau du son est évidente, il semble pour autant que cette nouvelle orientation tende à concilier la vieille obsession pour la musique répétitive, expérimentée jusqu'à présent via l'électronique, et une tendance plus mélodique. L'originalité de l'œuvre de Pascal Comelade s'affiche entre autres dans sa manière de tenter une conciliation entre toutes les formes de la musique populaire sous l'angle de l'omniprésence en elle de la notion de répétition. Autant influencé par les répétitifs américains (Philip Glass, Steve Reich) que par la musique traditionnelle (sardane catalane, tango, musette), par le Krautrock (Faust, Can) que par le rock n' roll (Pretty Things, Captain Beefheart, The Kinks), Pascal Comelade tente d'en opérer une synthèse en mettant au jour la trame répétitive qui leur est commune, en particulier dans les innombrables reprises qu'il enregistre de ces artistes. Ce procédé est flagrant dans son disque Haïkus de piano (1991), qui se présente comme un résumé de la musique populaire du XXe siècle exécuté au piano (tantôt grand, tantôt jouet). Les standards font l'objet de reprises excédant rarement les deux minutes, et réduits à leur trame mélodique ou rythmique la plus simple.

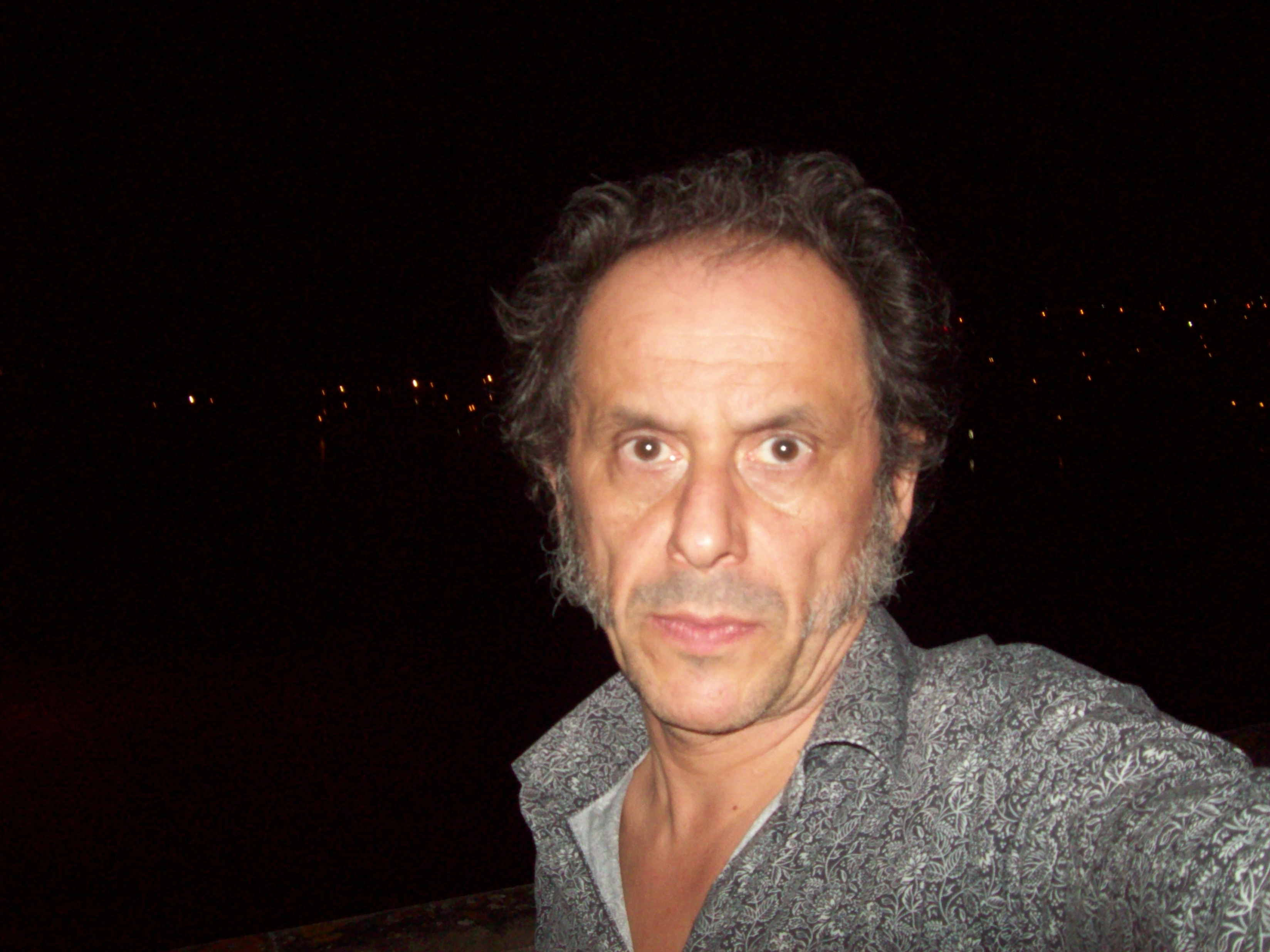
Pascal Comelade par lui-même, 2007

Pascal Comelade a collaboré avec de très nombreux artistes issus de tous horizons comme Bob Wilson, Robert Wyatt, Faust, Jaume Sisa, Toti Soler, Jac Berrocal, PJ Harvey pour n'en citer que quelques-uns et pour mettre l'accent sur l'éclectisme du personnage. Ces collaborations témoignent encore une fois d'une volonté d'embrasser un spectre large de la musique populaire. Pourtant, dans l'évolution constante de son jeu de piano, qu'il développe notamment en concert, Pascal Comelade témoigne d'une recherche qui excède de beaucoup la simple compilation. Son jeu oscille entre une tendance sans cesse croissante vers la sobriété (évoquant de plus en plus Erik Satie).
En 2009, une compilation, sortie chez Musea, met à l'honneur le musicien. Elle s'intitule Assemblage de pièces comeladiennes du plus bel effet et regroupe grognards ayant accompagné ou croisé la route du maestro catalan (Jac Berrocal, Faust, Général Alcazar...) et jeune garde empruntant des chemins de traverse, en se guidant à son inspiration (Kawaii, Tycho Brahé, Chapi Chapo et les petites musiques de pluie, David Fenech, My Favorite Sideburns Orchestra...). Une rétrospective Comelade et ses amis plasticiens se déroule au musée d'art moderne de Céret en 2010 et permet de remettre cet artiste dans un contexte créatif plus vaste. En 2015, il met fin au projet du Bel Canto Orquestra.

## Discographie

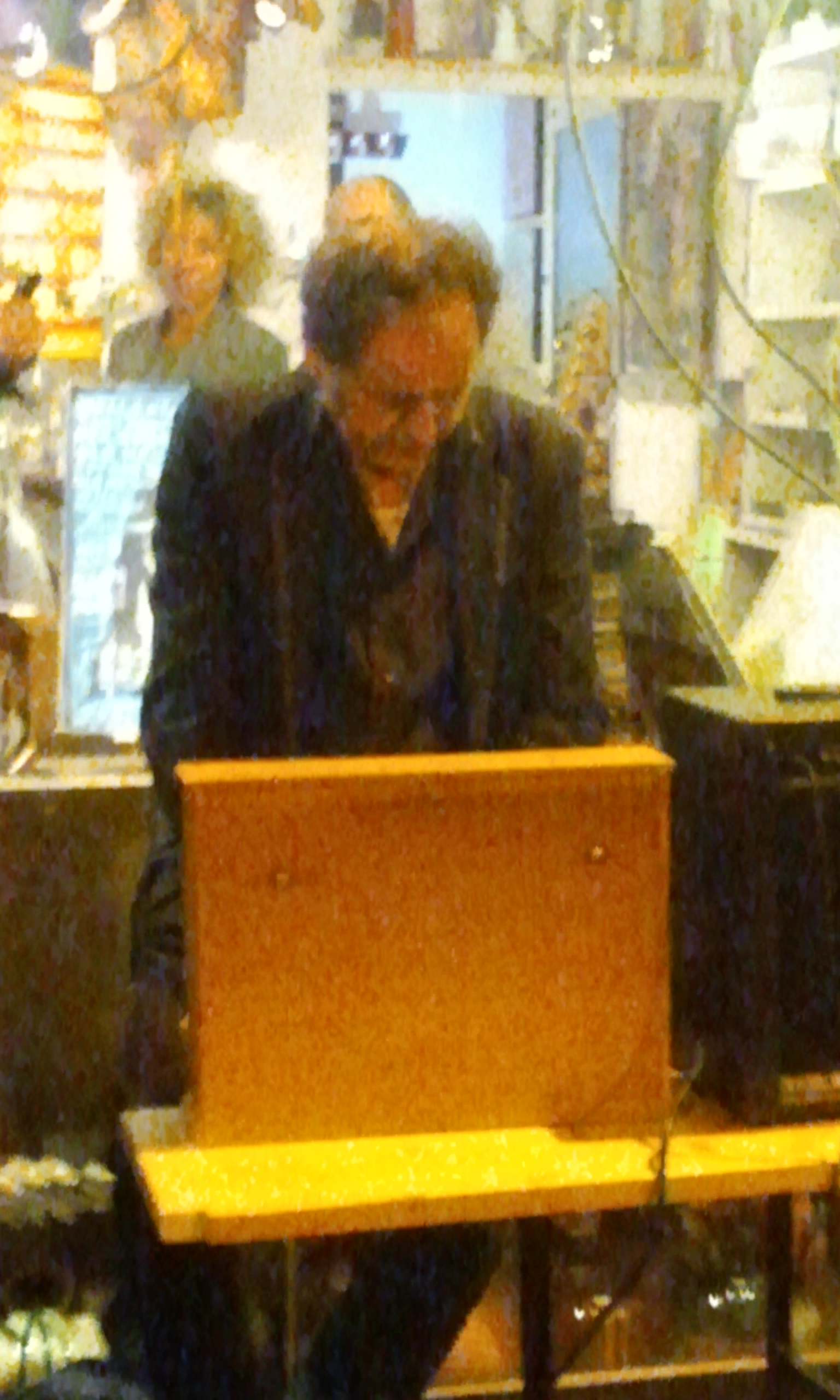
Pascal Comelade lors du Festival du Disque 2012 à Céret (Pyrénées-Orientales)

## Discographie[6]

### Albums LP vinyle
- 1975 : Fluence
- 1980 : Paralelo (re-issue double LP 2017)
- 1981 : Sentimientos (USA)
- 1984 : Détail Monochrome (reissue CD 2002)
- 1987 : Bel Canto (reissue CD 2002)
- 1989 : El Primitivismo (reissue CD 1992 et 2007 / reissue LP 2016)
- 1989 : Cent regards (reissue CD 2001)
- 2013 : El Pianista del Antifaz
- 2014 : My Degeneration ("Electronic 1974/1981" - Box 5X LPs)
- 2016 : El Primitivisme (version revisitée de "El Primitivismo")
- 2019 : Deviationist Muzak (double LP)
- 2020 : Le Cut-Up populaire
- 2022 : Le non-sens du rythme
- 2024 : Bel Canto in concerto 1983

### K7
- 1981 : Slow Musics (USA)
- 1982 : Irregular Organs
- 1983 : Bel Canto Orquestra en concert
- 1983 : Logique du sens
- 1984 : Scènes de musiques ralenties
- 1984 : Milano Enarmonisto
- 1984 : The Beat goes on
- 1984 : Précis de décomposition bruitiste

### Albums CD
Les albums CD de Pascal Comelade, à partir de 1989, paraissent sur les labels suivants :
- G3G (Barcelone)
- Les Disques du Soleil et de l'Acier (F)
- Delabel / Virgin (F)
- Dismedi (Barcelone)
- Because (F)
- 1989 : 33 Bars
- 1992 : Ragazzin' the Blues
- 1992 : Haïkus de pianos
- 1993 : Traffic d'Abstraction (reissue LP 2016 - version revisitée)
- 1994 : Chants et danses de Syldavie
- 1995 : El Cabaret Galàctic
- 1996 : Musiques pour films Vol.2
- 1997 : Un Tal Jazz (2 versions)
- 1998 : L'argot du bruit (reissue LP 2016 - version revisitée)
- 2001 : Psicòtic Music'Hall (reissue 2X CDs 2010)
- 2003 : Musica Pop
- 2006 : Espontex Sinfonia
- 2007 : Mètode De Rocanrol
- 2009 : A Freak Serenade (Friki Serenata)
- 2013 : El Pianista del Antifaz
- 2015 : L'Argot del Soroll
- 2015 : Concepte general de la quincalla catalana
- 2019 : Deviationist Muzak
- 2020 : Le Cut Up populaire
- 2022 : Le non-sens du rythme

### Vinyles SP/EP/MAXIS
- 1978 : Séquences païennes (EP)
- 1981 : Ready-Made (EP)
- 1984 : La Dialectique peut-elle casser des briques ? (SP)
- 1992 : Patafisiskal Polska / I put a Barbara Steele on you (SP)
- 2001 : Psicotic Music'Hall (maxi)
- 2006 : Stranger In Paradigm (maxi)
- 2009 : El Rey de la gamba (SP)
- 2013 : Disque rayé (SP)
- 2016 : Wings on Rocks (SP)
- 2017 : Deviationist Muzak (EP)
- 2019 : Lo Rap Mut
- 2021 : Hymne du Miam (EP)

### CD Singles
- 1999 : Swing Slang Song
- 1999 : I love Joan Jett (Festival International del disc et de la BD - Perpignan)
- 2000 : Aigua de Florida (in revue Cave Canis no 9 - Barcelone)
- 2002 : Sense el ressó del dring
- 2006 : Ceret de toros
- 2008 : Bel Canto Orquestra en directe (Barcelona 1985)
- 2008 : Compassió pel Dimoni (Rolling Stones versions)
- 2009: Anthologie du projet MW (Robert Wyatt versions)
- 2015 : Sub-Versions de salon ("El Riffifi Vs the Nothing-twist")
- 2024 : PC présente le Riffifi

### Compilations
- 1989 : Impressionnismes (CD Japon)
- 1992 : Topographie anecdotique (CD)
- 2000 : Musiques de genre (CD Hong-Kong)
- 2004 : Back To Schizo (CD)
- 2004 : La Filosofia del plat combinat (CD)
- 2006 : Bar Electric (4X CDs)
- 2007 : La Catedral d'escuradents (4X CDs)
- 2008 : Monofonicorama (CD)
- 2008 : The No-Dancing (CD UK)
- 2013 : Despintura fonica (LP)
- 2014 : Musica Pop a Catalunya, vol.2 (CD)
- 2016 : Rocanrolorama (le Luna-Park métaphysique 1974-2016) Box 6 X CDs (matériel revisité, augmenté et reconstruit)
- 2017 : Le Rocanrolorama abrégé (CD / LP)
- 2019 : Mémoires d'un ventriloque (double LP), compilation de morceaux enregistrés entre 1981 et 2018 avec différents artIstes dont Miossec, PJ Harvey, Sergi Lopez, Robert Wyatt, Jac Berrocal.

### Duos / Collaborations
- 1980 : Carré noir sur fond noir (7". 3 copies) reissue (7") 2016 avec Armand Miralles.
- 1983 : Fall of Saigon (12") reissue 2016 avec Florence Berthon et Terry Den (Thierry Tannière)
- 1984 : Musiques par correspondance (K7) avec David Cunningham (Flying Lizards)
- 1988 : Rock del Veneno (7") avec Spi, Motch, Didier Banon (OTH), Samy Surfer
- 1987 : Memories avec Laurent Sinclair (Taxi Girl)" sur l'album El Primitivismo.
- 1992 : Tarot n° IX (7") avec Oriol Perucho, Mark Cunningham (Mars), Gat
- 1993 : Yo quiero un TBO (7") avec Ricardo Solfa (Jaume Sisa) et Pep Pascual
- 1997 : The Oblique sessions (CD) avec Jaki Liebezeit (Can), Jac Berrocal et Pierre Bastien
- 1998 : Ma gueule (in CD Comme un seul homme) avec Miossec
- 1998 : Love to soon / L'argot du bruit (CD single) avec PJ Harvey
- 1999 : Oblique Sessions II (CD) avec Richard Pinhas
- 1999 : Live in Lisbon & Barcelona (CD) avec le Bel Canto Orquestra
- 2000 : Visca la llibertat (CD de Jaume Sisa) Production musicale P.Comelade
- 2000 : Hymne du Musée International des Arts Modeste de Sète (CD) avec Général Alcazar
- 2000 : Pop songs del Rosselló (CD) avec Gérard Jacquet
- 2000 : September Song (CD single) avec Robert Wyatt
- 2001 : Pop songs del Rosselló, vol.2 (CD) avec Gérard Jacquet
- 2006 : La manera més salvatge (CD) avec Enric Casasses
- 2006 : Alex Barbier chante (CD) avec Alex Barbier
- 2007 : Abril 04 (CD) avec Lluis Llach
- 2007 : Les places de Gràcia (CD) avec Victor Nubla
- 2007 : Improperis (CD) aver Roger Cosme-Esteve
- 2008 : Nosaltres i els agermanats (7") avec Perejaume et Enric Casasses
- 2008 : La chanson douce (7") avec Raph Dumas
- 2008 : Del temps-Instants (CD) avec Jordi Pere Cerdà
- 2010 : Montpellier (CD) avec Gerard Pansanel et Pep Pascual
- 2010 : N'IX (CD) avec Enric Casasses
- 2010 : Ja som la foca (I Am the Walrus) (in CD The Beatles - Homenatge a Catalunya) avec Enric Casasses
- 2011 : Somiatruites (2X CDs) avec Albert Pla
- 2011 : P.Comelade i Cobla Sant Jordi (CD) avec la Cobla Sant Jordi - Ciutat de Barcelona
- 2012 : The Flip Side (of Sophism) (CD) avec Richard Pinhas
- 2012 : Cap al tard (CD) avec Biel Mesquida
- 2013 : Mosques de Colors (CD) avec Pau Riba
- 2014 : Musica electronica a Catalunya Nord (CD) avec Raph Dumas
- 2014 : Pop songs del Rosselló (version revisitée) CD avec Gérard Jacquet
- 2014 : El Steinway a la guillotina (CD) Bel Canto Orquestro live Catalogne 2006/2010
- 2015 : Traité de guitarres triolectiques à l'usage des portugaises ensablées (CD/LP) avec Les Limiñanas
- 2016 : The Nothing Twist (LP USA) avec Les Limiñanas
- 2016 : Teresa (in CD "Les cançons d'Ovidi Montllor") aver Miquel Gil
- 2017 : The curse of Santa Claus (7") avec Les Limiñanas
- 2018 : Farem un foc / No sé on (7") avec Ivette Nadal
- 2019 : Alex Barbier chante...
- 2020 : Larme secrète P.Comelade et Marc Hurtado
- 2020 : Le plan de Paris P.Comelade et Richard Pinhas
- 2020 : En nom de la ferida (CD) avec Ivette Nadal
- 2021 : The Llamps (LP) avec The Llamps
- 2023 : Boom boom ! (CD/LP) avec Les Limiñanas
- 2023 : Velvet serenade (LP/CD) avec Lee Ranaldo (Sonic Youth)
- 2023 : Air de rien (LP) compilation (In- Poly- Sons)
- 2023 : Ze Trifàsic Mixture (Maxi) avec Lionel et Marie Liminana
- 2025 : Faded (Les LIminanas) 2 titres avec Jon Spencer

## Filmographie
- 1989 : El eterno adolescente - Ceesepe
- 1995 : No sex last night - Sophie Calle
- 1995 : Ortiz un guérillero libertaire - P.Casoar / A.Camacho
- 1996 : Un samedi sur la terre - Diane Bertrand (CD BOF)
- 1998 : Viaje a la luna - Frederic Amat
- 1999 : The book of life - Hal Hartley
- 1999 : Attention aux chiens - F.C Marzal
- 2000 : André le magnifique - E.Silvestre / T.Staib (CD BOF)
- 2001 : L'illa del hollandes - S.Monleon (CD BOF)
- 2001 : Cravan vs Cravan - I.Lacuesta
- 2001 : Mon meilleur amour de François Favrat
- 2002 : Salta Pololo ("el indio apache torero") - R.Saenz de Burruaga
- 2004 : Espace détente - Bruno Solo / Yvan Le Boloc'h (CD BOF)
- 2010 : Maria y yo - M.Gallardo
- 2010 : New-York 09 - Francesca Llopis
- 2011 : Documenting Documenta (F.Adrià / El Bulli) - D.Pujol
- 2011 : Goodbye, how are you ? Boris Mitić voir en ligne
- 2013 : Boris (dessin animé) - Serge Elissalde
- 2017 : In praise of nothing - Boris Mitić (voix: Iggy Pop)

## Concerts

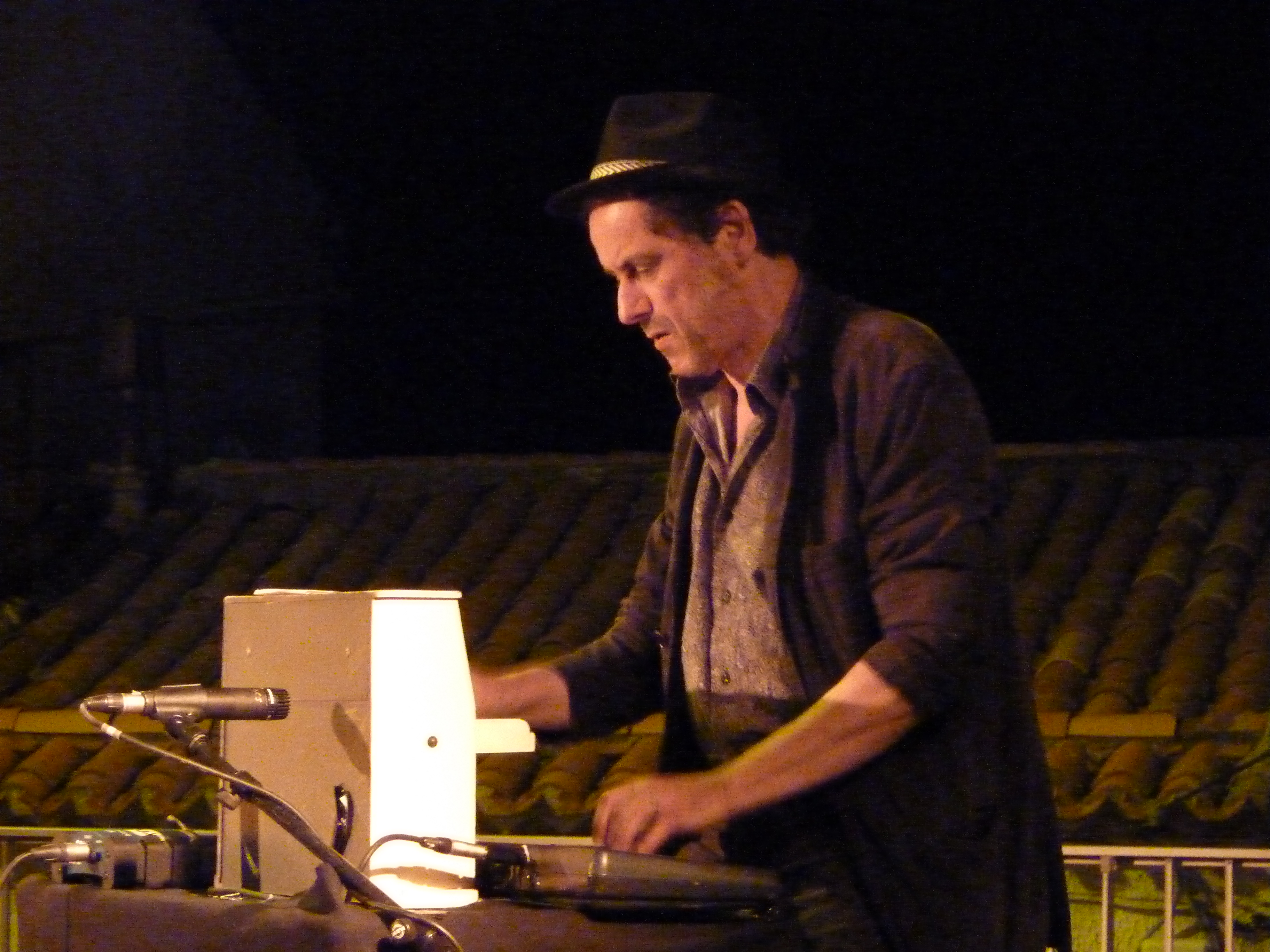
Pascal Comelade en concert pour les dix ans du MIAM "Musée international des arts modestes" à Sète le 25 juin 2011

Après quelques années de productions électroniques (de 1974 à 1981) en totale auto-production (sur son label "Parasite") et quelques expériences de trios éphémères (avec Fall of Saigon ou avec Samy Surfer (le batteur des Vierges) et Didier Banon (le batteur d'OTH), il fonde en 1983 à Montpellier le "Bel Canto Orquestra" avec l'inventeur de machines musicales Pierre Bastien, la chanteuse Cathy Claret et le musicien Victor Nubla, passeur de l'électro à Barcelone. Une centaine de musiciens et de non-musiciens a joué dans cet orchestre qui mélangeait lutherie habituelle et instruments-jouets, objets trouvés, etc. pour une production de musiques strictement instrumentales. L'orchestre ne répétait jamais (le répertoire se montait pendant les balances de concert). Concerts en Europe et au Japon. À partir de 1985 l'orchestre réside à Barcelone jusqu'à sa dissolution en 2015.
Les derniers piliers du Bel Canto Orquestra ont été Pep Pascual, Oriol Luna, Roger Fortea, Ivan Telefunken, Gerard Meloux, Samy Surfer, Didier Banon, Patrick Felices, Jean-Paul Daydé, Patrick Chenière…
En parallèle, Pascal Comelade a joué en concerts avec Jac Berrocal, Richard Pinhas, Vinicio Capossela, Pip Pyle, Faust, Marc Hurtado, Olivier Brisson, Roy Paci, Les Vierges, Camille, Les Liminanas, Général Alcazar, The Llamps...

## Illustration sonore
Pascal Comelade a composé des musiques originales pour le théâtre, le cinéma et la danse.
Il a composé la musique du ballet de Bob Wilson "Wings on Rock" - 1999
Ses musiques sont utilisées en illustration sonore de courts-métrages, documentaires, publicité...
Il est édité par Because Music depuis 2006 et par Crépuscule/IN D pour son catalogue antérieur.
Il a accompagné en direct des films muets comme À propos de Nice de Jean Vigo (1930), La coquille et le clergyman de Germaine Dulac et Antonin Artaud (1928) ainsi que des courts-métrages du pionnier catalan Segundo de Chomon.
Il a composé en 1998 la B.O du film Viaje a la luna de Frederic Amat (sur un scénario inédit de Federico Garcia Lorca), prix de la meilleure musique de film au festival de Madrid en 1998.
Il est membre de "l'Academia del cinema català".

## Musiques parallèles
Pascal Comelade a composé en 2005 la musique du Paseo pour la corrida des arènes de Céret.
Il a interprété avec une dizaine de musiciens et chanteurs (dont Pau Riba) une version de 3 heures du Sex machine de James Brown en 2008 à Barcelone.
Concert de versions instrumentales de Bob Dylan avec un orchestre traditionnel de Birmanie au festival Les Orientales (2010).
Performances avec les peintres Robert Combas (Paris 1995), Carlos Pazos (On ne mange jamais la décoration pour orchestre et cent guitares à piles, église de Cadaquès 2007, MACBA Barcelone 2010) et Improperis avec Roger Cosme-Esteve (Perpignan 2009).
En 2010, il réalise un concert pirate et spontané sur la place du Théâtre à Perpignan avec une dizaine de musiciens locaux pour une version du poème UH d'Enric Casasses.
Pour la Festa Major de Gràcia de 2010 à Barcelone, il a interprété avec une vingtaine de musiciens locaux un meddley des plus grands riffs de l'histoire du rock ("Le Riffifi").
Concerts "en dessin" avec Charles Berberian, Max (Barcelone, Madrid, Palma…).
Musique de la performance de Perejaume "Alzina muntanera" (pour le quatuor à cordes Quixot Quartet).
Concerts "en peinture" avec Hervé di Rosa (Collioure, Paris, Lille, Perpignan...).
Performances avec Miquel Barcelo ("l'image fantôme") à Paris, Kyoto, Zurich, Salamanque, Malaga…
Il a accompagné sur scènes des acteurs comme Sergi Lopez, Jean-François Stevenin, Jeanne Moreau...
Il a composé des chansons avec Arno, PJ Harvey, Albert Pla, Pau Riba, Ivette Nadal.
Pour le festival "20/20" de Raph Dumas à Perpignan (2018) il dirige une version du "Riffifi" pour 2 orchestres similaires de 9 musiciens chacun, jouant sur 2 scènes séparées (gauche/droite) en simultané et en stéréo véritable.
En 2021,il enregistre avec René Vienet le poème d'Arthur Rimbaud "l'orgie parisienne".
En 2023, 2 concerts pour 4 pianistes à l'Opera Underground de Lyon (" 4 réducteurs de pianos")

## Catalogne
En Catalogne, Pascal Comelade a collaboré (disques et concerts) avec Victor Nubla (Macromassa), Toti Soler, Quimi Portet, Cabo San Roque, Dolo Beltrán, Accidents Polipoetics, La Companya Electrica Dharma, Ricardo Solfa, Biel Mesquida, Maria del Mar Bonet, Miquel Gil, Jordi Batiste, Xarim Aresté, Jordi Busquets, La Cobla Sant Jordi, Pere Figueres, Ivette Nadal, Lalo Lopez, Gerard Jacquet, Enric Casasses, Pau Riba, Jaume Sisa,
Albert Pla...
Réalisation d'un album pour le chanteur Jaume Sisa (Visca la llibertat) en 2002.
Concert et disque en duo avec Lluis Llach (Figueres, 2004).
Spectacle Somiatruites avec le chanteur Albert Pla (tournée en Catalogne et Espagne 2010/2011 et concerts en duo 2014/2016).
En 2006, il interprète l'hymne national catalan (Els Segadors) lors de l'acte officiel du 11 septembre avec la chorale l'Escolania de Montserrat à Barcelone.
En 2003, il publie l'album Musica pop (G3G), versions de musiques traditionnelles de Catalogne nord.
Disque Mosques de color (2013) et concerts avec le chanteur Pau Riba.
Accompagne en récital le poète Enric Casasses depuis 1985 (2 albums enregistrés).
Pour le spectacle "Dali canta" (Figueres 2011) il enregistre un poème de Salvador Dali récité par Alice Cooper.
En 2013, il ouvre le "Concert per la llibertat" au Camp Nou de Barcelone avec Enric Casasses et y joue en trio avec Gerard Quintana et Xarim Aresté.
En 2018, il produit chez Discmedi une collection de 8 albums ("Col.leccio Nord") consacrée à des chanteurs et poètes de Catalogne nord (Pere Figueres, Gérard Jacquet, Jordi Pere Cerdà…).
Il a composé les musiques de 3 ballets de Cesc Gelabert ("Zum Zum Ka", "Psitt-Psitt", "Sense fi").
En 2019 il joue pour la Mercé devant la Cathédrale de Barcelone.
En 2022, concert à Banyoles avec Lee Ranaldo (Sonic Youth) et Ramon Prat pour la présentation du livre d'Ignacio Julia (Ruta 66) sur le Velvet Underground.

## Art Cover
Les pochettes de ses disques ont été réalisées par des peintres, auteurs de BD, photographes... comme Robert Combas, Hervé di Rosa, Max, Willem, Frederic Amat, Zush, Carlos Pazos, Sophie Calle, Les Krims, Claude Gassian, Antoine Giacomoni, Alex Barbier, Charles Berberian, Patrick Loste, Ceesepe, Stefano Ricci, Perejaume, Claude Viallat, Frank Margerin, Miquel Barceló, Joost Swarte, Déficit des Années Antérieures, Jacques Fournel, DJ Ciccolini, Laurent Roche, Thierry Guitard, Claudia Comelade, Zush/Evru, Margerin, JL Vila...

## Expositions
Il a exposé ses instruments de musique jouets au Museu del Joguet de Catalunya à Figueres, au CCCB de Barcelone et en exposition itinérante en Catalogne de 2003 à 2004, intitulée Pascal Comelade i la seva orquestra d'instruments de joguina.
Il a réalisé la musique d'ambiance et donné sa collection d'instruments-jouets au musée du Jouet de Catalogne à Figueres.
Il a donné deux pianos de marque "Michelsonne" au Musée de la musique de Barcelone et au Musée des Arts Décoratifs de Paris.
Pour l'exposition Musique en jouet au musée des arts décoratifs de Paris en 2009 il réalise la vitrine intitulée les outils sonoto-luddiques de Pascal Comelade.
Il a réalisé plusieurs interventions musicales pour le musée d'art moderne de Céret.
Il a exposé ses peintures à la Galerie Maria Dos (Ceret) ,au MAM de Ceret, au Cercle Sant Lluc de Barcelone, au MAM de Collioure, au bar Heliogabal de Barcelone, au Vinochope de Perpignan, à l'Escola de Disseny de Tortosa, au Centre d'Art du Cailar, au Fiest'à Sète, la Pop Galerie à Sète.…

## Publications
- Enciclopedia logicofobista de la música catalana. Ed. Trabucaire, 1993 (édition augmentée 1998)
- Écrits monophoniques submergés. Ed. Camion blanc / DSA, 2000
- Avis aux inventeurs d'épaves. Because Music, 2013 (livre avec 166 illustrations de Pascal Comelade et deux 45 tours)
- Casser les pieds, pisser dans un violon - ed. Luis Casinada, 2014
- Contre le style - ed.Trabucaire, 2017
- Le Rien illustré - ed.Les Fondeurs de Briques, 2020
- Annuaire morphofonique - ed. Parasite - 2022

Pascal Comelade a écrit des chroniques musicales pour Revue et Corrigée, le Diari de Barcelona, Rock'n'Folk, Les Inrockuptibles.

## Distinctions

### Prix
- En France, en 1994, il est nommé aux Victoires de la Musique du meilleur album de musique de variétés instrumentales pour "Trafic d'abstraction" (aux côtés de Jean-Michel Jarre et de Claude Bolling, ce dernier l'a emporté)[10].
- En Catalogne il a reçu les prix : Puig-Porret de la critique musicale (1998), Altaveu (1998) et Sebastià Gash des arts parateatrals (1999) pour ses concerts à Barcelone en 1998.
- Prix "Ciutat de Barcelona"  2006 pour la musique du ballet "Psitt-Psitt" de Cesc Gelabert.
- Prix "Enderrock de la musica catalana 2024" ("premi a la trajectoria" = prix pour la carrière).

### Hommage
En 2009 un tribute to lui est consacré en France : Pièces comeladiennes du plus bel effet (Musea).
Un orchestre japonais fondé en 1999 s'intitule "The Pascal's" en référence à P. Comelade.
Le village de Passa (66) lui a donné un nom de rue dans un nouveau lotissement à noms de rues de musiciens (2014).

### Décorations
- Officier de l'ordre des Arts et des Lettres Il est promu au grade d’officier le 23 mars 2017[11].

## Documentaires
- Pascal Comelade, portrait avec pianos du réalisateur Jean-Louis Cros, 26 minutes (1993) voir en ligne
- Vidéographie polyfacétique du réalisateur Olivier Cavaller (2011). voir en ligne
- The skatalan logicofobism (clip) O.Kuntzel / F.Deygas - 1993
- La melodia que surge del ruido - Pere Pons - 1998
- Topographie anecdotique - Cécile Patingre - 1999
- Tremolo - JM Jordana / Liz Costa - 1999
- Constel.lacio Comelade - Luis Orta / A.L de Franssu - 2020
- Velvet Suite - Manuel Huerga - 2023

## Vie privée
Pascal Comelade est le fils de l'écrivaine et journaliste gastronomique Éliane Thibaut-Comelade.